# Bahia-remetekolibri
A Bahia-remetekolibri (Glaucis dohrnii) a madarak osztályának sarlósfecske-alakúak (Apodiformes) rendjébe és a kolibrifélék (Trochilidae) családjába tartozó faj.

## Rendszerezése
A fajt Jules Bourcier és Étienne Mulsant írták le 1852-ben, a Trochilus nembe Trochilus dohrnii néven. Sorolták a Ramphodon nembe Ramphodon dohrnii  néven is.

## Előfordulása
Brazília keleti részén, Bahia és az Espírito Santo államokban honos. Természetes élőhelyei a szubtrópusi és trópusi síkvidéki esőerdők. Állandó, nem vonuló faj.

## Megjelenése
Testhossza 13 centiméter, testtömege 6–9 gramm.

## Életmódja
Nektárral és kisebb ízeltlábúakkal táplálkozik.

## Természetvédelmi helyzete
Az elterjedési területe nagyon kicsi és az emberi tevékenység hatására valószínűleg még csökken is, egyedszáma 250-999 példány közötti és szintén csökken. A Természetvédelmi Világszövetség Vörös listáján veszélyeztetett fajként szerepel.